# 栖山路
31°15′08″N 121°33′26″E / 31.2521726°N 121.5572163°E
栖山路是中华人民共和国上海市浦东新区的一条街道，东西走向，得名于江苏省镇名徐州市沛县栖山镇。栖山路东起金桥路，至罗山路被海光三村小区所断，再从崮山路起，西至民生路。

## 交会道路（东向西）
- 金桥路
- 团林路
- 枣庄路
- 友林路
- 云山路
- 居家桥路
- 龙居路
- 德平路
- 万德路
- 罗山路
- 崮山路
- 北洋泾路
- 苗圃路
- 巨野路
- 民生路